# Jan VII. Grammatikos

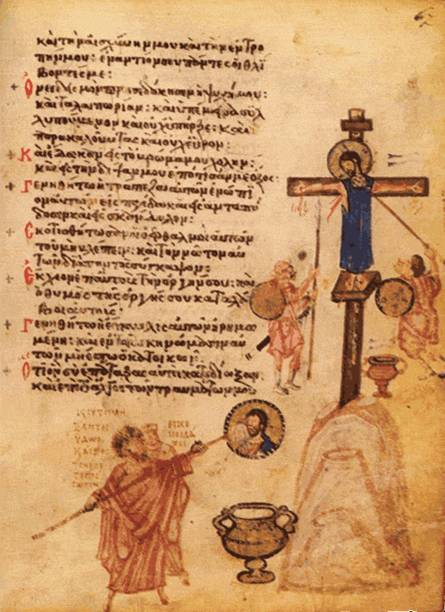
Patriarcha Jan VII. maže podobiznu Krista houbou. V pozadí ukřižování Ježíše Krista. (Chludowský žaltář, fol. 67^{r})

Jan VII. Grammatikos nebo Grammaticus (780 - před r. 867, řecky Ιωάννης Ζ ΄ Γραμματικός, Ióannés VII. Grammatikos) byl patriarcha Konstantinopole od 21. ledna 837 do 4. března 843. Je znám jako výrazný odpůrce náboženské úcty k obrazům, i když sám jako malíř ikon začínal.

## Život
Jan pocházel ze šlechtické rodiny, pravděpodobně arménského původu. Jeho otec byl Pankaratios Morocharzanios a jeho bratr Arsaber se oženil se sestrou císařovny Theodory II. Janova sestra byla matkou pozdějšího patriarchy Fotia. V roce 811, na začátku své duchovní kariéry, pracoval Jan jako malíř ikon; jako Ἀναγνώστης (anagnóstés) v klášteře Hodégoi v Konstantinopoli byl žákem Theodora Studijského. V roce 814 se Jan stal obrazoborcem a císař Lev V. ho pověřil přípravou dokumentů na podporu tohoto teologického směru, které by posloužily k opětovnému zavedení obrazoborectví na synodě v roce 815. Jan byl za své úsilí odměněn jmenováním opatem prestižního kláštera sv. Sergia a Bakcha, kde byli převychováváni vzpurní ikonodulové.
Jan byl známý svou snahou se učit (odtud přezdívka Grammatikos, gramatik) a svou přesvědčivou rétorikou v nekonečných teologických debatách, které doprovázely druhou fázi byzantského sporu o obrazy. Za vlády Michaela II. byl Jan pověřen výchovou jeho syna, budoucího císaře Theofila. Ten pak pod jeho vlivem rozvinul silné sympatie k obrazoborectví. Po nástupu císaře Theofila k moci v roce 829 se Jan stal syncellem (tajemníkem patriarchy), což z něj udělalo kandidáta na úřad patriarchy. V roce 830 byl Jan poslán jako vyslanec ke dvoru chalífy Al-Ma'múna, ale nebyl schopen zabránit vypuknutí násilného konfliktu mezi Byzantskou říší a Abbásovci. Ze své cesty si však přivezl plán abbásovského paláce v Bagdádu, který na jeho císaře zapůsobil, a pak dohlížel na stavbu podobného paláce v Bithýnii.
Jan byl jmenován patriarchou svým studentem Theofilem v roce 837 a byl pravděpodobně zodpovědný za další zesílení pronásledování ikonodulů. V roce 843 byl na radu eunucha Theoktista sesazen Theofilovou vdovou Theodorou (svou vlastní příbuznou). Tím Theodora iniciovala změnu kurzu církevní politiky, která vedla k oficiálnímu obnovení úcty k obrazům na synodě v březnu 843. Na začátku 60. let 9. století sesazený patriarcha ještě žil.